# السنجاب خائفة
السنجاب خائفة (بالإنجليزية Scaredy Squirrel) هو كوميدي كندي مسلسل تلفزيوني يستند فضفاضة جدا على سلسلة كتاب السنجاب الخائفة من قبل ميلاني وات. سلسلة لأول مرة على 2011-04-01 على واي تي في كندا و 2011-08-09 على شبكة الكرتون في الولايات المتحدة. ويذاع المسلسل على شبكة YTV والكرتون. تم إنتاج السلسلة بالتعاون مع واي تي في من قبل نيلفانا، مع مرافق إنتاج إضافية مقدمة من Studio 306 و Pipeline Studios Inc. و Super Sonics Productions Inc. مع Dolby Digital تفعل الصوت، مع نقابة الكتاب في كندا و ACTRA كتابة لوحات تجديد العرض، مع تمويل السلسلة المقدمة من صندوق الإعلام الكندي والائتمان الضريبي الكندي لإنتاج الأفلام أو الفيديو. انتهت السلسلة في 2013-08-17 على واي تي في كندا و 2014-09-17 على شبكة الكرتون في الولايات المتحدة.

## روابط خارجية
- السنجاب خائفة على موقع IMDb (الإنجليزية)
- السنجاب خائفة على موقع كينوبويسك (الروسية)
- السنجاب خائفة على موقع قاعدة بيانات الفيلم (الإنجليزية)